# Première circonscription de Damot Weide
La première circonscription de Damot Weide est une des 121 circonscriptions législatives de l'État fédéré des nations, nationalités et peuples du Sud, en Éthiopie. Elle se situe dans la Zone Wolaita. Sa représentante actuelle est Tadelech Dalacho Dando. 